# Незабудька узбережна
Незабудька узбережна (Myosotis litoralis) — вид квіткових рослин родини шорстколистих (Boraginaceae).

## Біоморфологічна характеристика
Це багаторічна рослина 2–4(10) см заввишки. Стебло (якщо воно розвинене) без листків нижче суцвіття. Прикореневі листки лопаткоподібні чи лопаткоподібно-ланцетні, звужені в черешок, з обох боків напівпритиснуто-волосисті. Чашечка при плодах 2–3 мм завдовжки. Віночок білий.

## Поширення
Греція (у т. ч. Кіклади, Крит, Східні Егейські о-ви), Крим, Туреччина (у т. ч. європейська).
В Україні вид зростає на прибережних схилах до моря — у Криму, рідко; переважно у передгір'ях та на ПБК (с. Старий Крим, м. Севастополь, м. Балаклава, смт Сімеїз, смт Судак).